# (36503) 2000 QV60
2000 QV60 (asteroide 36503) é um asteroide da cintura principal. Possui uma excentricidade de 0.10238930 e uma inclinação de 3.06099º.
Este asteroide foi descoberto no dia 26 de agosto de 2000 por LINEAR em Socorro.